# Pista Dankó
Pour les articles homonymes, voir Danko.

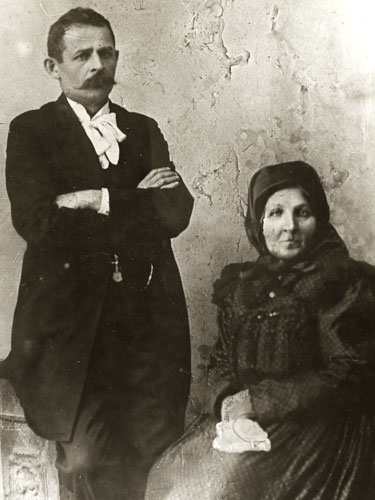
Pista Dankó et sa mère

Pista Dankó (1858-1903) est un violoniste et compositeur tsigane hongrois.

## Biographie
Fils d'un violoniste du premier orchestre de Szeged, mort très jeune, il se retrouva orphelin de père à l'âge de neuf ans. Il dut abandonner l'école pour gagner sa vie, mais il ne connaissait du violon que ce que son père lui avait appris occasionnellement. Ce n'est que vers l'âge de douze ans qu'il put reprendre l'étude de la musique, grâce à un proche parent, le primás Náczi Erdélyi, ce qui lui permit de devenir premier violon dès 15 ans à la tête de son propre orchestre. 
Il fallut attendre encore dix ans avant de le voir s'essayer à la composition avec son premier chant : « On ne doit pas aller chaque soir dans la chambre des fileuses », sur des paroles de Lajos Pósa, lui aussi de Szeged et écrivain qui jouissait déjà de l'estime générale. Ce fut un succès immédiat qui s'étendit bientôt hors de Szeged et qui convainquit le poète de confier tous ses autres vers à son ami avec la mission de les mettre en musique. Encouragé par ce premier succès, il composa alors une deuxième mélodie, également sur un texte de Pósa : « L'illusion s'en va en fumée » (morceau ultérieurement intégré dans la pièce Rebecca de Sándor Lukácsi et chanté par la célèbre Madame Lujza Blaha), puis en 1885 mit en musique deux poèmes de Zoltán Papp, lui aussi de Szeged – sur la propre demande de l'auteur. Ce fut l'année suivante le tour de Häuslermädchen de György Molnár, qui dut le plus clair de son succès aux chants de Pista Dankó, en particulier « Qu'il est doux d'être à deux en ce bas monde » et « Salut, ô toi, vieux mûrier ». Ils valurent à Dankó deux couronnes de laurier géantes à l'occasion de la première et conquirent bientôt tout le pays. Le succès fut à son comble lorsque Madame Blaha et Mariska Komáromi les reprirent à deux voix dans "Mam'selle" de Lajos Abonyi. 
L'une des pièces les plus célèbres de Dankó, « On dit qu'il n'y a pas de sorcières à Szeged », date de 1887, suivie de « Petite fille blonde, chut ! » – chanson dont le succès dépassa largement les frontières. Puis ce fut « Béla joue sur la promenade de Vásárhely », « Aucune étoile ne luit là-haut dans le ciel » et « Romance de Sirok » dont l'originalité saisissante aurait suffi à immortaliser le nom de Dankó. Son inspiration semblait intarissable, elle le transcendait, et il avait du mal à réserver du temps à sa vie de famille. Citons de lui encore « Je ne maudis pas tes yeux couleur de violette », « Je ne suis qu'un porcher mais je m'amuse comme un comte » (ce dernier sur des vers de Géza Gárdonyi). 

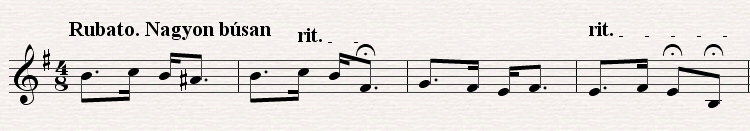
«Le soleil s'apprête à se coucher, je vais au cimetière...» chant de Dankó

En réalité, le compositeur aurait pu connaître plus vite une gloire plus grande mais il faut dire qu'il n'excellait pas dans l'art de se faire de la publicité. Même si de nombreux écrivains de renom le tenaient en haute estime, comme compositeur et comme poète, il ne pouvait guère compter sur leur amitié pour assurer sa promotion dans les journaux et en arriva à la décision de ne plus chercher à mettre en musique les textes d'autrui mais d'écrire ses propres paroles. Pourtant, comme le dit le proverbe, la modestie était le plus beau costume de l'artiste. En effet, sa virtuosité inspira un jour à Lajos Pósa le magnifique poème "Le violon de Pista joue si tristement" mais le compositeur transforma ce titre en "Le violon de Pali Rácz joue si tristement". Citons encore au nombre de ses quelque quatre cents compositions, toutes très différentes les unes des autres : "C'est la coutume des jeunes filles à Szeged", "Résignation", "Ne m'avoue rien", "Un bourgeon éclôt sur le rosier rouge", "Entends-tu, Rose, ma Catherinette", "Regarde, l'hirondelle est de retour", "La tempête gronde, le vent gémit", "Ma rose est fausse", "La cloche de la vieille église de Kecskemet", "Que murmure la feuille de l'acacia ?", "Mon violon s'est brisé", "L'ouragan se déchaîne, le Balaton s'emporte", "Ouvre-moi, mère, la fenêtre aux fleurs", "Le Balaton m'a emporté mon petit pigeon", "Jeune pêcheur, as-tu encore de la place dans ton bateau ?" etc. Parfois il composait la fenêtre ouverte et tout naturellement dès le lendemain les enfants reprenaient tout naturellement la mélodie dans la rue ou bien les jeunes dansaient le soir sur ses accords. C'est entre 24 et 37 ans qu'il composa la plupart de son œuvre, toute d'une très grande beauté. Ce n'était donc une surprise pour personne que de le voir gagner  pratiquement toujours le premier prix des concours, très en vogue à l'époque, comme ceux qu'organisait la revue hongroise Temps nouveaux. L'exemple de Pista Dankó suffit à réfuter le stéréotype selon lequel les Roms sont des interprètes géniaux mais jamais des compositeurs.